# Jana Mandikova
Jana Mandikova er en dansk tidligere fodboldspiller fra Femina. 
Jana Mandikova var med på Femina-holdet som blev verdensmester i kvindefodbold i 1970 i Italien efter en sejr på 2-0 over Italien.
Mandikova var ved at koste Danmark sejren på grund af en mulig italiensk protest over at, Mandikova, og en anden dansk spiller, Maria Sevicikova, ikke var danske statsborgere, men politisk flygtninge fra Tjekkoslovakiet, men italienerne protesterede ikke. 
|  | Artiklen om Jana Mandikova kan blive bedre, hvis der indsættes et (bedre) billede Du kan hjælpe ved at afsøge Wikimedia Commons for et passende billede eller uploade et godt billede til Wikimedia Commons iht. de tilladte licenser og indsætte det i artiklen. |